# اندفاع
اندفاع في الفيزياء ورمزه (J أو I) وهو وفقا لتعريفه الاصطلاحي تكامل القوة بالنسبة للزمن ووحدة قياسه (نيوتن.ثانية N.s). الاندفاع له علاقة وطيدة بتغير الزخم في الأجسام المتحركة يحكمها قانون نيوتن الثاني. وتعد مبرهنة الزخم-الاندفاع(بالإنجليزية: impulse momentum theorem)‏ من الأدوات الأساسية لحل مسائل الحركة وكذلك مسائل ميكانيكا الموائع.

## التعريف الرياضي
حسب التعريف فإن العلاقة بين الاندفاع والقوة هي علاقة تكاملية في الزمن.
{\displaystyle \mathbf {J} =\mathbf {F} \Delta t\quad \ }  
وللتعميم فإن:
{\displaystyle \mathbf {J} =\int \mathbf {F} dt}
وبما أن قانون نيوتن الثاني ينص على أن:
{\displaystyle \mathbf {F} =m\mathbf {a} =m\,{\frac {\Delta \mathbf {v} }{\Delta t}}}
فإن:
{\displaystyle \mathbf {F} \Delta t=m\Delta \mathbf {v} }
وبما أن:
{\displaystyle m\Delta \mathbf {v} =m\mathbf {v} _{2}-m\mathbf {v} _{1}=\Delta \mathbf {p} }
حيث P تعبر عن الزخم (كمية الحركة)
فيستنتج أن:
{\displaystyle \mathbf {J} =\mathbf {F} \Delta t=\Delta \mathbf {P} =\mathbf {P} _{2}-\mathbf {P} _{1}}
أو باختصار:
{\displaystyle \mathbf {J} =\Delta \mathbf {P} }
وهذه العلاقة هي التي يعبر عنها بأن الاندفاع يكسب فرقا في الزخم وتعرف هذه العلاقة ياسم مبرهنة الزخم-الاندفاع .